# Paolo Borsellino

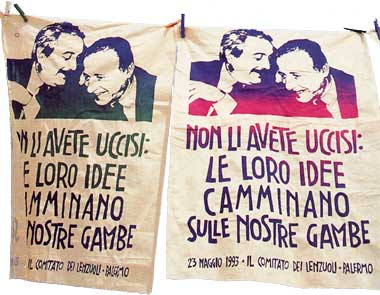
«No los habéis matado: sus ideas caminan sobre nuestras piernas.» Inscripción de un cartel conmemorativo, bajo la imagen de Giovanni Falcone (izquierda) y Paolo Borsellino (derecha), en Palermo, en 1993.

Paolo Emanuele Borsellino (Palermo, Sicilia, 19 de enero de 1940 - Ib., 19 de julio de 1992) fue un juez italiano. Como magistrado y conjuntamente con su amigo, el juez Giovanni Falcone, llevó a cabo los procesos judiciales contra la Cosa Nostra. Comenzó su trabajo bajo las órdenes del también asesinado jefe de fiscales Rocco Chinnici. Finalmente murió tras la explosión de un coche bomba, colocado siguiendo las órdenes del capo de la Cosa Nostra Salvatore Riina, el 19 de julio de 1992, en vía d'Amelio, en Palermo.

## Biografía
Nacido en el seno de una familia de ideología fascista, pasó su infancia en el antiguo barrio árabe de La Kalsa, en Palermo, donde vivían, entre otros, Giovanni Falcone y Tommaso Buscetta. Tras completar la educación obligatoria, continuó sus estudios en el instituto clásico Liceo Ginnasio Statale "Giovanni Meli". Durante este período se convertirá en el director de la revista estudiantil «Agorà». 
En junio de 1958 se gradúa con notas excelentes y el 11 de septiembre del mismo año Borsellino se matricula en Derecho, en la Universidad de Palermo, con el número de matrícula 2301. Tras una tangana en la que participaron estudiantes «negros» y «rojos», es detenido por error y se declara, ante el magistrado Cesare Terranova, ajeno a los hechos. El juez dictaminó que, en efecto, Borsellino no había tenido nada que ver con aquel episodio.
En 1959 se afilió al FUAN, acrónimo de Fronte Universitario di Azione Nazionale, esto es, la rama estudiantil y universitaria de la organización juvenil Movimento Sociale Italiano. Fue primero miembro del consejo provincial y luego delegado en el congreso de la región. Por último, se le eligió representante de los estudiantes del FUAN «Fanalino» de Palermo.
Con 22 años, el 27 de junio de 1962 Borsellino se licenció con matrícula de honor. El título de la tesis de fin de carrera fue "El fin de la acción delictiva" y su tutor fue el político y jurista Giovanni Musotto. Pocos días después, su padre, de 52 años, falleció a causa de una enfermedad.
Borsellino se vio obligado a tratar con el gremio de farmacéuticos para mantener la propiedad de la farmacia de su padre hasta que su hermana Rita Borsellino acabase la carrera de Farmacia, lo cual no sucedió hasta 1967. Finalmente, alquilaron la gestión del local por el ínfimo precio de 120.000 liras al mes (lo equivalente, en la actualidad, a unos 62 euros). La familia Borsellino se vio obligada a hacer importantes sacrificios y renuncias para salir adelante. Paolo Borsellino se libró de hacer el servicio militar obligatorio debido a que en aquellos años era el «único sustento de la familia».
El 23 de diciembre de 1968 Borsellino contrajo matrimonio con Agnese Piraino Leto, hija de Angelo Piraino Leto, que por entonces era magistrado presidente del Tribunal de Palermo.

## Carrera de juez
«Hay un equívoco muy extendido que consiste en afirmar que este o aquel político mantenía contactos con un mafioso, que este o aquel político estaba acusado de compartir intereses con organizaciones mafiosas; pero como los tribunales no lo habían condenado, el político en cuestión es un hombre honrado. ¡No es así! Este razonamiento no funciona, porque los tribunales solo pueden hacer una estimación de carácter judicial: podrían decir "a ver, sí, tenemos sospechas, sospechas graves, pero yo no dispongo de la certeza jurídica y judicial que me permita afirmar que este hombre es un mafioso. Sin embargo, las investigaciones han destapado muchos hechos de este tipo, además de otros órganos, otras instituciones; es decir, políticos. Los poderes disciplinares de diversos órganos administrativos, los ayuntamientos o quien sea deberían, en consecuencia, sacar las conclusiones oportunas de estos acercamientos entre políticos y mafiosos, que no constituyen un delito pero que dejan en entredicho la fiabilidad de la gestión pública del imputado". Esto no ha pasado porque no se ha ido más allá de la sentencia: se han quedado con que este tipo no ha sido declarado culpable, por lo que es un hombre honrado. Y yo digo: "vamos a ver, no me irás ahora a decir que no has conocido a gente que no era honrada, que no ha sido condenada jamás porque no hay pruebas suficientes para condenarla, pero que aun así son sospechosos, y esta sospecha debería, por lo menos, fomentar, sobre todo en el interior de los partidos políticos, una gran limpieza echando a aquellos a los que se les relacionó con extraños episodios y en hechos inquietantes. No basta ser honrado: hay que demostrarlo".»
Paolo Borsellino, en el Istituto Tecnico Professionale di Bassano del Grappa, el 26 de enero de 1989

En 1963 Borsellino aprobó el examen de juez. En 1967 pasó a ser juez de primera instancia en Mazara del Vallo, y dos años después, en 1969, comenzó a trabajar como tal en Monreale, en colaboración con el capitán de los Carabinieri Emanuele Basile. Fue en este contexto donde tuvo la posibilidad de conocer por primera vez la rama sanguinaria de la mafia, en este caso particular la de los corleoneses.
El 21 de marzo de 1975 fue trasladado a Palermo y el 14 de julio del mismo año entró como juez instructor a las órdenes de Rocco Chinnici.
En 1980 la investigación dirigida por Basile y Borsellino tuvo como consecuencia el arresto de los primeros seis mafiosos. Sin embargo, se vio truncada por el asesinato, el 4 de mayo de ese mismo año, de Emanuele Basile, su mujer y su hija. La familia Borsellino precisó desde entonces protección policial.
También en 1980 , y también bajo la dirección de Chinnici, se formó un departamento de lucha contra la mafia, conocido en Italia como el pool antimafia, en el que trabajarían tres magistrados (Falcone, Borsellino y Giovanni Barrile) y dos comisarios (Ninni Cassarà y Beppe Montana). El pool antimafia fue, en palabras de Borsellino, «un experimento que la ley no contemplaba pero que, obviamente, no fue prohibido.» Todos los miembros del nuevo departamento solicitaron, de inmediato y expresamente, la intervención del Estado, que no se produjo.
El 29 de julio de 1983 Rocco Chinnici perdió la vida tras la explosión de un coche bomba frente a su casa. A los pocos días el también siciliano Antonino Caponnetto se trasladó desde Florencia a Palermo para ocupar su puesto. 
En 1984 se produjeron los arrestos de Vito Ciancimino y de Tommaso Buscetta. Este último, llamado “Don Masino” en el entorno mafioso, fue detenido en São Paulo y posteriormente se le extraditó a Italia, donde comenzó a colaborar con la justicia. Buscetta llevó a cabo una descripción muy detallada sobre una mafia de la que por entonces se sabía poco o nada.
A finales de julio de 1985, Cosa Nostra asesinó a Giuseppe Montana. Sobre la escena del crimen, el otro comisario del pool, Ninni Cassarà, comentó a Borsellino su opinión de que tanto uno como otro eran «cadáveres andantes». A los pocos días, el comisario Cassarà también fue asesinado. Debido a estos ataques, se trasladó a los magistrados Falcone y Borsellino a la sala de visitas de la cárcel de la isla de Asinara, en la costa noroeste de Cerdeña. Allí empezaron a redactar el sumario del futuro proceso de Palermo, conocido en Italia como Maxiprocesso di Palermo. Al cabo del tiempo, y como Borsellino confirmó posteriormente, se supo que los responsables penitenciarios solicitaron a los magistrados el pago por los gastos y una indemnización por su insólita estancia.
El 19 de diciembre de 1986 Borsellino abandonó el pool antimafia para ser nombrado Prefecto de Marsala, la ciudad más poblada de la provincia de Trapani, continuando allí la campaña contra los capos de la mafia. En 1987, después de que Caponnetto dimitiera de su cargo por razones de salud, todos los miembros del equipo (Borsellino incluido) imaginaron que lo más lógico era que Falcone pasase a ocupar su cargo de director del equipo. En cambio, el Consejo Superior de la Magistratura (CSM) no opinaba lo mismo y, a causa de estas divergencias, empezaron a surgir los temores de que el pool antimafia fuera desintegrado.
Borsellino trató de hacer el máximo uso de su influencia mediática y contó en todos los medios y lugares lo que de verdad se estaba llevando a cabo en los tribunales de Palermo. Como consecuencia de estas declaraciones, únicamente la intervención de Francesco Cossiga, por aquel entonces presidente de la República, exhortando a investigar lo que sucedía en la Audiencia de la capital siciliana, lo salvó de recibir una sanción disciplinar.
El 14 de septiembre, el juez Antonino Meli le ganó finalmente la partida a Giovanni Falcone y se convirtió, por cuestiones de edad, en el director del pool. Tras la decisión, Borsellino volvió a Marsala para continuar con diligencia sus investigaciones, trabajando codo con codo con nuevos magistrados, algunos de ellos nombrados poco tiempo atrás.
Fue durante aquellos meses cuando surgió la idea de constituir una Audiencia única a nivel nacional para tales efectos. Falcone viajó a Roma para hacerse cargo de la dirección de asuntos penales y apremió la creación de este gran tribunal (en italiano, Super-procura). Borsellino solicitó entonces un traslado a la fiscalía de Palermo y el 11 de diciembre, junto al sustituto Antonio Ingroia, comienza su trabajo en la capital siciliana, como fiscal auxiliar.
El 23 de mayo de 1992, en un atentado en la desviación de la autopista A29 hacia Capaci, a pocos kilómetros de Palermo, perdieron la vida Giovanni Falcone, su mujer, Francesca Morvillo, y tres de sus escoltas: Antonio Montinaro, Vito Schifani y Rocco di Cillo. Cuatro días antes del atentado, el 19 de mayo, Paolo Borsellino había concedido una última entrevista en la que habló de las conexiones entre la mafia y el sector industrial del norte de Italia en general, y de Milán en particular, refiriéndose, entre otras cosas, a las investigaciones que estaban en curso acerca de los vínculos entre el senador Marcello Dell'Utri, el criminal Vittorio Mangano y Silvio Berlusconi. Cuando le preguntaron acerca de si Mangano era una especie de «pez piloto» de la mafia del norte, Borsellino respondió que se trataba con toda seguridad de una «cabeza de puente de la mafia del norte de Italia». En cuanto a las conexiones con Berlusconi, prefirió abstenerse de dar juicios definitivos porque no se sentía autorizado a hablar acerca de lo que al tiempo otros magistrados estaban investigando judicialmente. 
En las elecciones presidenciales de 1992, los diputados por el Movimiento Social Italiano votaron a favor de la candidatura de Paolo Borsellino a Presidente de la República.

## Asesinato

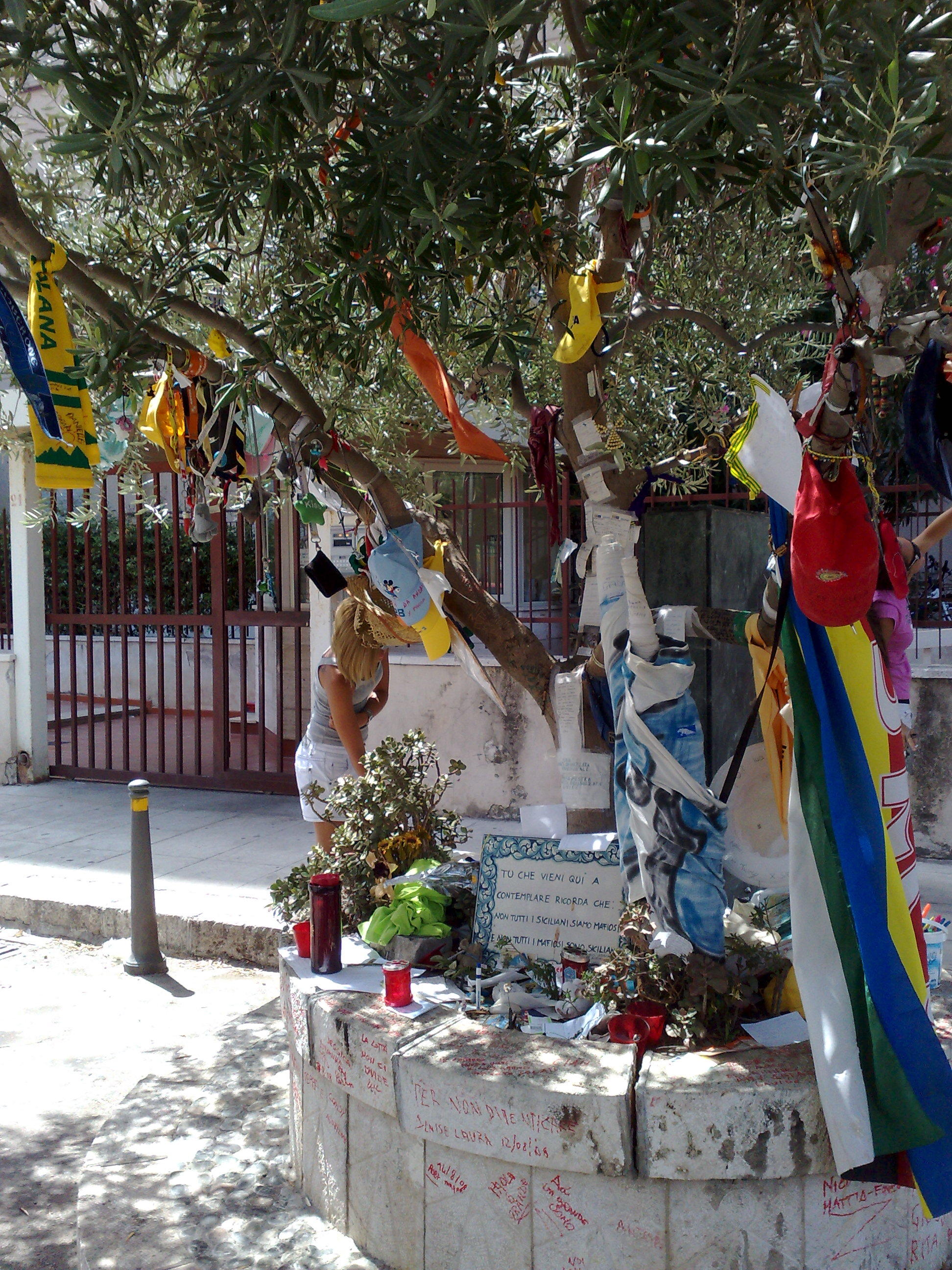
Árbol conmemorativo de Paolo Borsellino en Via d'Amelio, Palermo. La placa situada al pie del olivo dice: "Ustedes que vienen aquí a contemplar, recuerden: no todos los sicilianos son mafiosos y no todos los mafiosos son sicilianos".

El 19 de julio de 1992, tras haber almorzado en Villagrazia con Agnese, su mujer, y sus hijos Manfredo y Lucía, Paolo Borsellino se dirigió con su escolta a la via d’Amelio, al hogar de su madre.
Un Fiat 126, aparcado frente a la vivienda y cargado con aproximadamente 110 kg de trinitrotolueno, hizo explosión causando la muerte de Paolo Borsellino y de cinco miembros de su escolta: Agostino Catalano, Vincenzo Li Muli, Walter Eddie Cocina, Claudio Traina y Emanuela Loi, la primera mujer del cuerpo de la Polizia di Stato italiana que fallece en acto de servicio. Solo sobrevivió Antonino Vullo.
Salvatore Riina, jefe de la familia de los Corleonesi y considerado también responsable del atentado que acabó con la vida de Giovanni Falcone, su mujer y su escolta, fue sentenciado a cadena perpetua. Bernardo Provenzano, detenido el 11 de abril de 2006, también ha sido inculpado del asesinato de Borsellino. No obstante, las fiscalías de Palermo y de Catania siguen coordinando esfuerzos para esclarecer la posible implicación de nuevos agentes, entre ellos, personas vinculadas con los servicios secretos.
Pocos días antes del atentado, Borsellino, en un encuentro organizado por la revista MicroMega, aseguró su condición de «condenado a muerte»: sabía bien que Cosa Nostra lo tenía en el punto de mira, como también sabía que la mafia no suele dejar escapar a sus víctimas preseñaladas.
Su esposa, Agnese, optó por un funeral privado y no permitió la asistencia de personalidades de una clase política que, a juicio de la mujer, no había sabido proteger a su marido. Los políticos sí pudieron dar el pésame a los familiares de los cinco agentes de la escolta de Borsellino que perdieron la vida en el mismo atentado. Durante este último funeral, celebrado en la catedral de Palermo, una multitud enfurecida rompió el cordón policial de 4000 agentes y entró en la iglesia, donde el jefe de la policía y el presidente de la República fueron víctimas de increpaciones, insultos y empujones.

### Declaraciones públicas
Borsellino concedió entrevistas y participó en numerosas conferencias para denunciar el aislamiento de los jueces, así como la incapacidad y la falta de voluntad por parte de la clase política para responder con seriedad y convicción a las exigencias de la lucha contra el crimen organizado. En una de ellas Borsellino explicó las razones que dieron lugar al homicidio del Juez Rosario Livatino (Fiscal Antimafia de Agrigento), y aventuró que ese era el destino de todos aquellos jueces que se exponían demasiado (incluido él mismo, como sucedió posteriormente).

### Legado
Hoy se considera a Paolo Borsellino como uno de los magistrados más importantes asesinados por la mafia siciliana durante los años 80 y 90, y se le recuerda como uno de los símbolos principales de la batalla del Estado contra la Mafia. 
La figura de Paolo Borsellino, al igual que la de su amigo y colega Giovanni Falcone, ha resultado ejemplar en la sociedad civil y en las instituciones. La vida del juez palermitano ha sido, además, objeto de varias manifestaciones cinematográficas, así como de una miniserie televisiva que lleva por título su nombre. 
En memoria del magistrado, han tomado también su nombre numerosas escuelas y asociaciones; lo mismo ha sucedido con el Aeropuerto internacional de Punta Raisi, en Palermo, (ahora conocido como aeropuerto de Falcone-Borsellino). Borsellino cuenta asimismo con un aula en la facultad de Derecho de la Universidad de La Sapienza, en Roma.